# Луций Элий Цезарь
Луций Цейоний Коммод Вер Элий Цезарь (лат. Lucius Ceionius Commodus Verus Aelius Caesar), более известный как Луций Элий Цезарь, — государственный и военный деятель Римской империи.

## Биография
Происходил из этрусского рода Цейониев. Его отцом был консул 106 года Луций Цейоний Коммод. При рождении получил имя Луций Цейоний Коммод. Благодаря своему отцу вошёл в свиту императора Адриана. В 130 году Коммод был назначен претором. В 136 году стареющий и больной император усыновил его, дав ему имя Луций Элий Вер Цезарь. Современники считали, что Элий Цезарь был или внебрачным сыном Адриана, или его любовником. Однако Элий Цезарь «был настолько слаб здоровьем, что Адриан сразу же начал раскаиваться в том, что усыновил его, и если бы Адриан прожил дольше, он мог бы исключить его из императорской фамилии, так как он часто подумывал о замене его другим».
В том же году он назначается консулом вместе с Секстом Веттуленом Цивикой Помпеяном. Через несколько месяцев Луций Элий получает должность императорского легата пропретора. Под его управление были даны две Паннонии — Верхняя и Нижняя. Здесь, в городе Карнунт он возглавляет местные римские легионы. В течение 136—137 годов он ведет войны с племенами маркоманов и квадов, несколько раз опустошив пограничные земли. В результате на некоторое время угроза со стороны этих германских племён прекратилась. В 137 году Элий Цезарь во второй раз становится консулом вместе с Публием Целием Бальбином Вибуллием Пием. Однако уже 1 января 138 года Луций Цезарь умер от чахотки.
Известно, что Элий Цезарь был большим ценителем литературы, особенно поэзии Овидия и Марциала. Любил труды Апиция. По некоторым сведениям, лично писал неплохие стихи, однако до настоящего времени они не сохранились.
Вот что писал автор биографии Элия в «Истории Августов» о нём:
«Вер вёл очень весёлый образ жизни, получил хорошее образование; злые языки говорят, что он был более приятен Адриану своей наружностью, чем своими нравами. При дворе он был недолго. Если его частная жизнь не вызывала одобрения, то и порицания она не заслуживала. Он помнил о достоинстве своей семьи. Он отличался изяществом, привлекательностью, царственной красотой, имел благородное лицо, обладал возвышенным красноречием, легко писал стихи, не был также бесполезным в государственном управлении.»
В браке с Плавтией у Элия родилось двое сыновей и две дочери:
- Луций Вер — в 161—169 годах император и соправитель Марка Аврелия.
- Гай Авидий Цейоний Коммод — известен из надписи, обнаруженной в Риме.
- Цейония Фабия — в 136 году была помолвлена с будущим императором Марком Аврелием, но когда того усыновил Антонин Пий, он женился на императорской дочери Фаустине Младшей.
- Цейония Плавтия — супруга консула Квинта Сервилия Пудента.